# هیروناری میازاوا
هیروناری میازاوا (انگلیسی: Hironari Miyazawa؛ زادهٔ ۱۹۲۷) یک فیزیک‌دان اهل ژاپن است.